# 严子陵钓台
严子陵钓台位于浙江桐庐县南十五公里富春山麓，是浙江省著名旅游胜地之一，也是浙江省文物保护单位.
東漢文士嚴光，字子陵，會稽余姚人，少年時與漢光武帝劉秀是要好的同窗。劉秀起兵，嚴光積極幫助，及劉秀稱帝，嚴光隱姓埋名，垂釣於富春江畔，光武帝多次延聘，二人嘗同床共臥，暢敘達旦，然而嚴光仍不為所動，寧願退隱于富春山。後人皆稱頌嚴光高風亮節，不為高官厚祿所動。
范仲淹于宋仁宗明道年間被貶謫至睦州（今浙江桐庐、建德、淳安），建嚴先生祠，使其后人奉祀。

## 交通
没有陆路交通可以直接到达钓台。游人需先到达桐庐县城，驱车或者雇车前往严子陵钓台景区，或者乘坐公共汽车前往附近的小镇再步行一两公里。在景区管理大厅购票等一两个小时一班的游船。严子陵钓台景点包括严子陵钓台牌楼、严子陵钓台碑园和严先生祠等。从登船到返回景区管理大厅至少要两个小时。

## 图库
- 严子陵钓台游船.
- 桐庐严子陵钓台全景
- 富春江严子陵垂钓处
- 桐庐严子陵钓鱼台石牌楼正面
- 桐庐严子陵钓台牌楼背面
- 严子陵钓台碑园
- 桐庐严子陵钓台严光像
- 桐庐严先生祠
- 严子陵钓台碑园巴金《我爱富春江》碑
- 严子陵钓台碑园郁达夫《钓台的春昼》碑